# Lasovo
Lasovo (cyr. Ласово) – wieś w Serbii, w okręgu zajeczarskim, w mieście Zaječar. W 2011 roku liczyła 245 mieszkańców.